# Charles Dickens Museum
Het Charles Dickens Museum aan de Doughty Street 48 in de Londense wijk Holborn is het voormalige woonhuis van Charles Dickens en is tegenwoordig een museum. Het huis is gebouwd in de georgiaanse stijl en Dickens woonde er van 1837 tot 1839. Tijdens zijn verblijf hier schreef hij o.a. zijn klassiekers Oliver Twist, The Pickwick Papers en Nicholas Nickleby.
In 1922 werd het pand aan de Doughty Street aangekocht door door de Dickens  Fellowship en werd het in 1925 geopend als museum.

## Collectie
Het museum bestaat uit diverse kamers, zoals de studeerkamer van Dickens en de diverse slaapkamers ingericht in de victoriaanse stijl, verder zijn er o.a. diverse handgeschreven manuscripten van Dickens tentoongesteld. Het museum beschikt over een aantal schilderijen, waaronder het recente herontdekte miniatuur portret van een jonge Dickens uit 1843, geschilderd door Margaret Gillies.
Naast een museum vormt het met haar collectie van meer dan 100.000 items een internationaal onderzoekscentrum voor het werk en leven van Charles Dickens. In 2020 verkreeg het door middel van een aankoop van een privé-collectie, van een Amerikaanse verzamelaar, nog eens driehonderd items gerelateerd aan de schrijver, waaronder vijfentwintig (toen nog) ongepubliceerde en handschreven brieven.

## Galerij

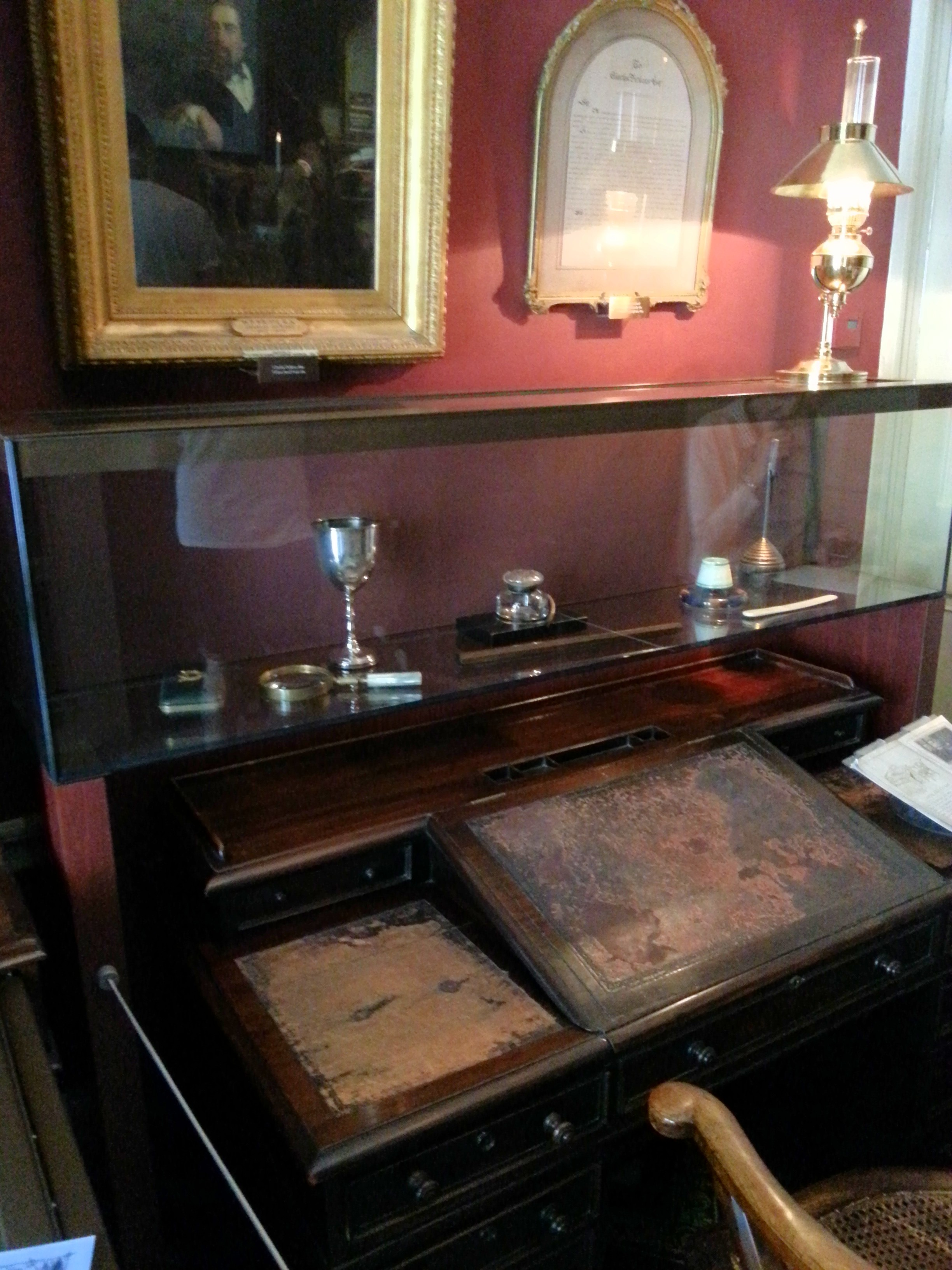
Studeerkamer
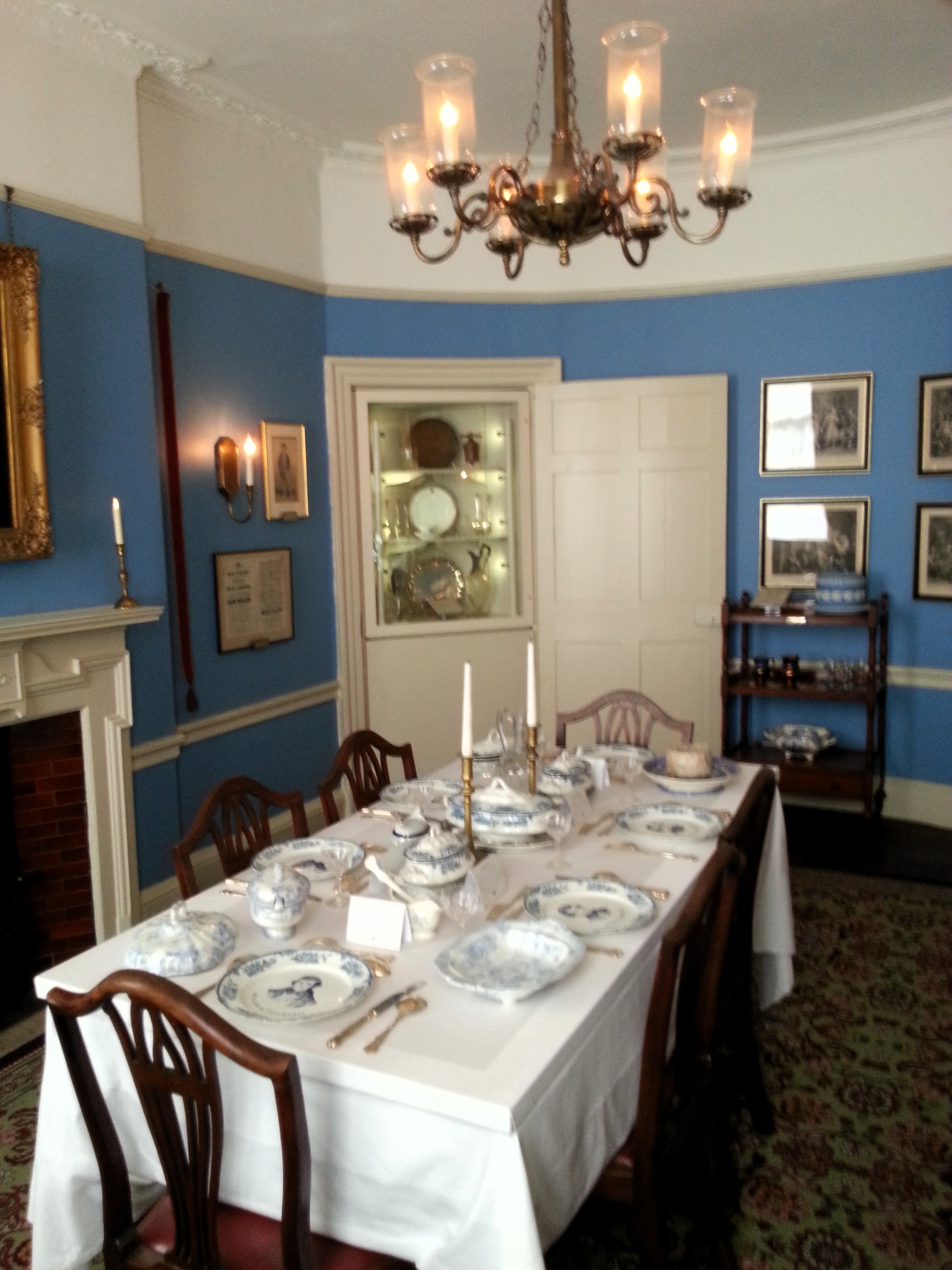
Eetkamer
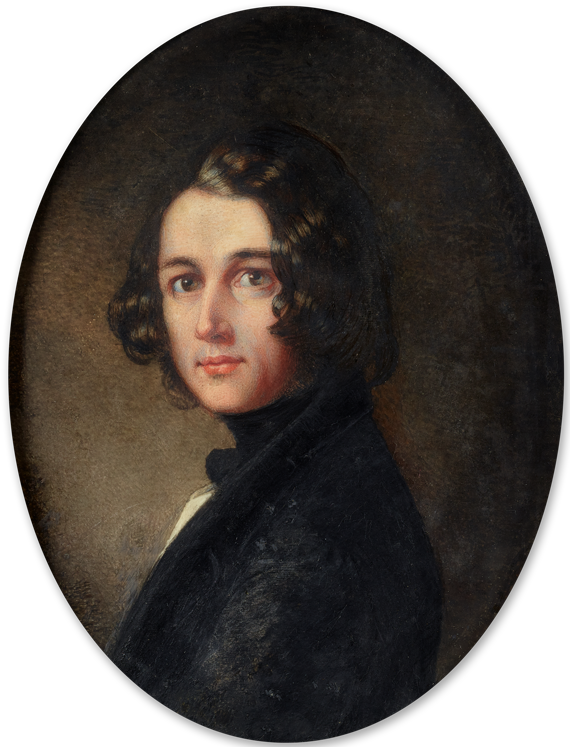
Portret van Charles Dickens (1843) door Margaret Gillies